# ノヴォチェルカッスク大聖堂
ノヴォチェルカッスクの昇天大聖堂（Вознесенский собор (Новочеркасск)）はロシア南部のロストフ州のノヴォチェルカッスクにある大聖堂。1890年から1905年にかけて地元の建築家によって設計され建てられた巨大な大聖堂で、ロシアのネオ・ビザンティン建築の中でも傑出したものである。5つあるドームは最も高いもので約75m。ノヴォチェルカッスクの街はかつてドン・コサック軍の首都であったこともあり、正面にはイヴァン4世の命令でシベリア征服へ向かったコサック首長イェルマークの像がある。